# 마하무
마하무(Махаму, Mahamud, ? ~ 1416년 4월 9일) 또는 마하무드(Махмуд), 바툴라(Батула), 바하투르, 바하무(Бахаму)는 몽골 오이라트부의 추장으로, 오이라트 4부를 통치하였다. 그는 몽골 대초원의 패권을 놓고 동부 몽골과의 경쟁에 전념했다. 그의 이름 마하무, 마하무드는 이슬람계 아랍인의 이름 마흐무드에서 유래된 이름이었다. 명실록과 명사 등 한자 문헌에서는 馬哈木, 巴图拉, 馬兒哈咱 등으로 표기된다.
동몽골의 아룩타이가 부냐시리 울제이테무르 칸을 옹립하고 명나라 영락제를 상대로 전쟁을 벌이자, 명나라 영락제는 마하무를 비롯 오이라트의 추장들에게 왕작을 봉해 이들을 견제하게 했다. 동부 몽골 아룩타이와의 전쟁에서 전사하였다. 영락제로부터 받은 작위는 순녕왕(順寧王)이다.

## 생애

### 어린 시절
오이라트의 고하이 타이유의 아들로 태어났다. 당시 다른 오이라트부의 지도자 우게치 카스하 등과의 혈연관계는 알려진 것이 없다. 형제로는 동생 파도파라가 있다. 몽골황금사에 의하면 그의 이름은 바툴라(巴圖拉)이며, 찰랄 천호(札哈千戶)를 맡던 초로스부(綽羅斯) 출신이라 한다.
문헌에는 마하무(Махаму) 또는 마하무드(Махмуд)로 나타나며 일부 문헌에서는 바툴라(Батула)로 나타난다. 칭상은 그의 이름이 아니며 승상이라는 직책의 몽골어 발음이었다. 일설에는 현의왕에 봉해진 오이라트부의 다른 지도자 태평이 그의 동생이라는 설이 있다. 다른 설에 의하면 현의왕 태평은 그의 동생이 아니라, 우게치 카스하의 아들이라는 설도 있다. 어떤 이유인지 알 수 없으나 그의 이름 마하무, 마하무드는 이슬람계 아랍인의 이름 마흐무드에서 유래된 이름이었다.
1398-1399년경 아버지 고하이 태위가 엘베그 니굴세그치 칸에 의해 살해된 후, 몽골 칸 엘베그는 그에게 자신의 딸 사무르 군즈를 결혼시켰고, 오이라트 4부의 추장으로 봉했다.
그러나 얼마 뒤 1399년 마하무는 아버지의 복수를 위해 토르구트부 혹은 케르구드부의 추장 우게치 카스카와 군대를 일으켜 엘베그 니굴세그치 칸을 공격, 살해했다. 굴리치 울루그테무르 칸은 그와의 관계를 끊고 나중에 군사를 이끌고 오이라트를 공격했다. 우게치 카스하의 통치 이후 그는 칭상(승상)의 칭호를 받고, 1416년까지 오이라트 4부를 다스렸다.

### 오이라트부의 지도자
1408년부터 명나라는 북원의 대칸 부냐시리 울제이테무르 칸에게 조공, 종주권을 요구했으나 부냐시리와 아룩타이는 거절했다. 1409년 4월 명나라 영락제가 조공과 종주권을 요구하며 사신으로 급사중(給事中) 곽기(郭驥)를 보내자 부냐시리는 곽기를 살해했다. 마하무와 태평, 파도파라는 명나라 조정에 조공을 보내며 종주권을 인정했다. 명나라 영락제는 마하무에게 순녕왕(順寧王)에 책봉하고, 영락제는 그가 오이라트 4부에서 가장 강력하다고 판단하여 추가로 그에게 금자광록대부(金紫光祿大夫)의 직책을 주었다. 태평에게는 현의왕(賢義王), 파도파라에게는 안락왕(安樂王)의 직책과 선물을 주었다.
1411년 명나라 영락제가 군사를 이끌고 몽골을 친정, 부냐시리 울제이테무르 칸과 아룩타이는 명나라 군대에 패해 서쪽으로 도주했다. 1411년 마하무는 델베그를 새 칸으로 옹립하였다. 일설에는 그가 부냐시리를 죽인 뒤 델베그를 새 칸으로 옹립했다는 설, 1412년 오이라트부의 다른 지도자 태평, 파라파독과 함께 델베그를 옹립했다는 설 등이 있다. 그는 명나라에 칭신(稱臣)을 하고, 스스로 몽골의 태사(太師)로 임명했다.
1412년 5월 2일 혹은 6월 15일 차가타이 한국으로 지원군을 요청하러 가던 부냐시리 울제이테무르 칸 군대를 케룰렌강 근처에서 습격, 부냐시리를 살해했다. 이때 그는 부냐시리로부터 원나라의 국새를 빼앗아 명나라 영락제에게 바쳤다. 그는 곧 명나라에 아룩타이를 정벌할 군대의 출병을 요청하고, 톡토아부카의 송환을 요구했다. 1413년 케룰렌강으로 가 아룩타이 군대를 패배, 궤멸시켰다.

### 영락제의 2차 몽골 원정 당시
영락제의 몽골 1차 원정을 도왔지만 영락제는 오이라트부가 분야시리, 아루타이 정벌에 도운 공로를 인정하지 않았고, 오이라트 지도자들은 명나라의 홀대에 크게 격분하였다. 그는 명나라에서 온 사신들을 가두었고, 영락제는 또다른 사신들을 보내 먼저 보낸 사신의 석방을 요구했다. 고조되는 긴장에 위협을 느낀 오이라트부의 다른 지도자들과 협력, 3만 명의 군사를 케룰렌강으로 이동시켰고, 이는 결국 명나라와의 전면전을 일으키게 된다.
1414년 4월 6일 영락제는 베이징을 떠나 직접 오이라트로 출병했다. 명나라 군대는 툴라강 상류로 이동했고, 툴라강과 케룰렌강 사이에서 격렬한 전투가 벌어졌다. 그런데 오이라트 기병들은 명나라의 중보병과 대포에 겁을 먹고 무너졌으며, 큰 손해를 입은 채 후퇴하였다. 마하무와 델베그 칸은 크게 패하고, 마하무는 툴라강 끝으로 퇴각했다. 영락제는 1414년 8월에 베이징으로 돌아왔다.

### 생애 후반
명나라군대가 퇴각하자 1415년 마하무는 다시 명나라에 사신을 보내, 말을 조공으로 보냈다. 1416년 아수드부의 아룩타이가 다시 오이라트부를 습격, 대칸 델베그 칸과 태사 마하무를 공격했다. 1416년 4월 9일 동몽골 아수드부의 아룩타이 태사에게 살해당했다. 명나라 영락제는 오이라트와 몽골을 모두 의심하여 첩자를 보내 오이라트 4부와 중부 몽골, 동부 몽골의 정세를 수시로 정탐했다.
일설에는 마하무는 도주했으나, 병사했다. 마하무의 아들 토곤은 오이라다이를 새로운 칸으로 옹립했다. 오이라트부의 지도자 자리를 계승한 아들 토곤은 1418년 명나라에 사절을 보내 승습(承襲)을 요청, 영락제로부터 순녕왕직을 습봉받았다.

### 사후
그의 사후 아들 토곤이 오이라트부의 실권을 쥐고 쿠빌라이 카안의 후손 톡토아부카를 몽골의 대칸으로 옹립, 톡토아부카 타이순 칸이 되었다. 이후 아들 토곤, 손자 에센 타이시는 오이라트부의 패권을 장악하고 몽골의 실권을 장악하게 된다.

## 참고 자료
- 明史
- 明實錄